# Darren Patterson
Darren James Patterson (født 15. oktober 1969 i Belfast, Nordirland) er en nordirsk tidligere fodboldspiller (forsvarer) og -træner. 
Patterson tilbragte størstedelen af sin aktive karriere i England, hvor han blandt andet repræsenterede Wigan Athletic, Crystal Palace og Luton Town Han havde også et to år langt ophold i den skotske liga hos Dundee United.
Patterson spillede 17 kampe og scorede ét mål for Nordirlands landshold. Han debuterede for holdet i en venskabskamp mod Colombia 3. juni 1994, en kamp der blev spillet i USA som forberedelse for Colombias deltagelse ved VM samme måned. Hans sidste landskamp var en venskabskamp mod naboerne fra Irland 29. maj 1999.